# Лачинський район
Лачинський район (азерб. Laçın rayonu) — адміністративно-територіальна одиниця на південному заході Азербайджанської Республіки. Адміністративний центр — місто Лачин.

## Опис

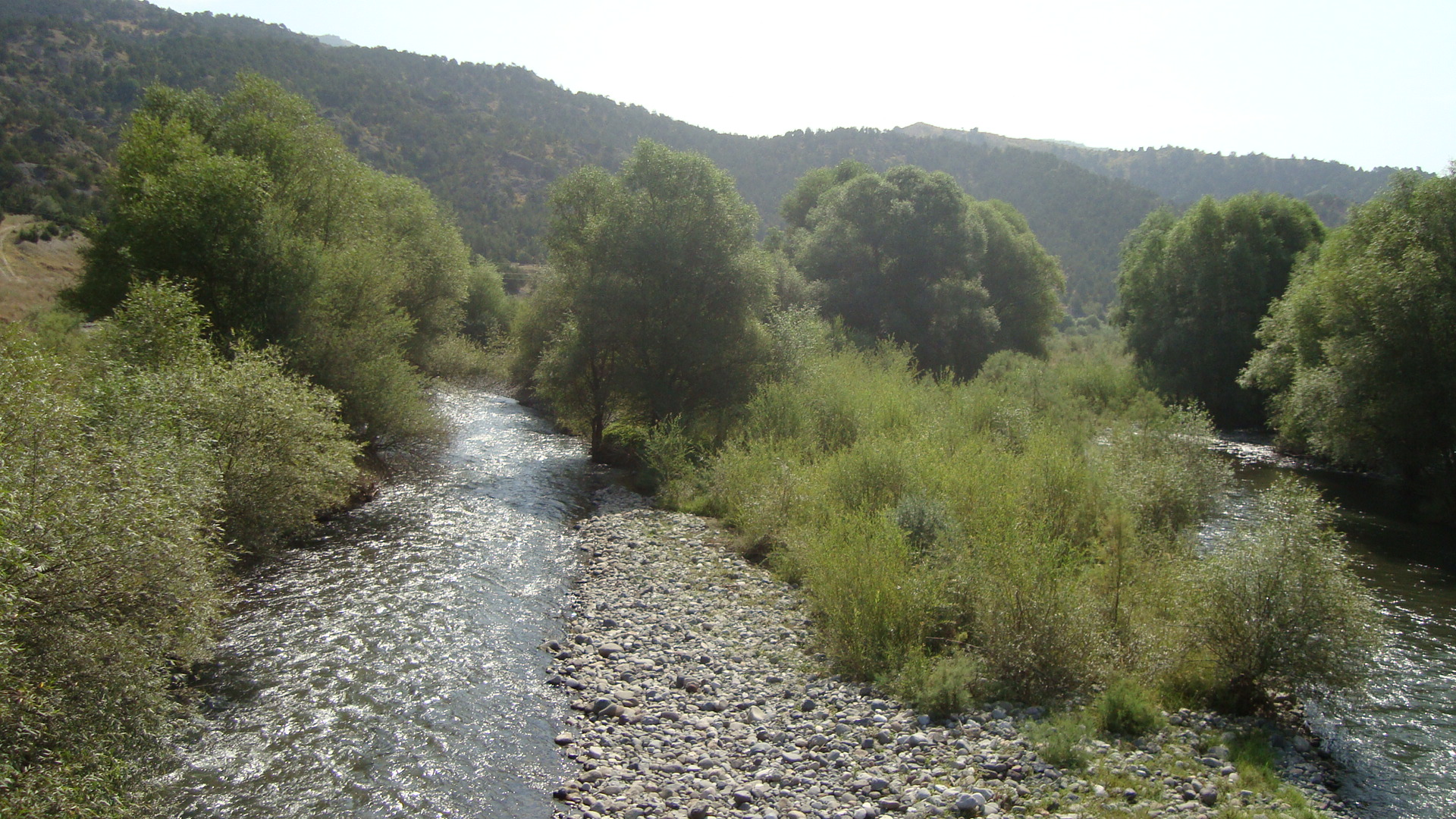
Річка Акера біля міста Лачин

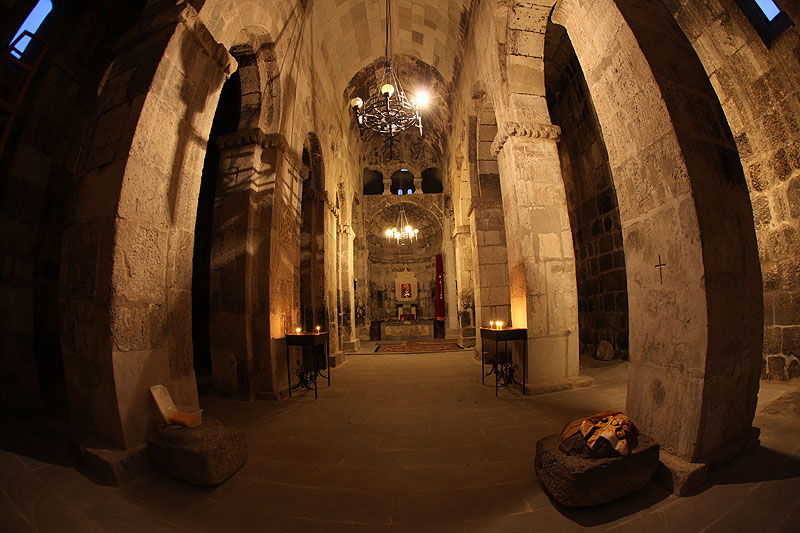
Інтер'єр Армянского монастыря Цицернаванк, IV—VI століття

Район розташований у гірській місцевості у південно-західній частині Азербайджанської Республіки. На півночі межує з Кельбаджарським, на сході — з Ходжалинським, Шушинським і Ходжавендським, на півдні — з Кубатлінським районами Азербайджану, на заході — з Республікою Вірменія.
Площа Лачинський району — 1883 км², на його території розташовано 121 село.
Згідно з даними статистичних органів Азербайджанської Республіки, станом на середину 1992 року в районі було 8950 будинків, у тому числі сім промислових і будівельних установ, 471 службових об'єкта, 154 школи і сотні культурно-історичних пам'яток.

## Історія
У давнину дана територія перебувала в межах області Агаєчк (Кашатахчк) вірменської історичної області Сюнік. У XVII столітті в Агаєчці існувало вірменське Кашатагське меликство.
Район було утворено 1930 року з адміністративним центром у місті Лачині.
У середині травня 1992 року Лачинський район під контролем невизнаної Нагірно-Карабахської Республіки.
За заявою азербайджанської влади, вірменськими збройними силами були розграбовані сотні об'єктів культури і побуту району, розгромлені десятки селищ, сіл і історичних пам'ятників, понад 63 тисяч жителів були змушені покинути свої будинки.
Після перемоги Азербайджану в Другої Карабахської Війни, район по угоді з 10 листопада 2020 року, 1 грудня був переданий Азербайджану. Але Вірменія зберігала контроль над Лачинським коридором, де були розміщені російські миротворці